# Thái Bình Trung Hoa
Thái Bình Trung Hoa (tiếng Latin: Pax Sinica) là một thời kì lịch sử, lấy hình mẫu từ Pax Romana, áp dụng cho các khoảng thời gian hòa bình ở Đông Á, duy trì bởi bá quyền Trung quốc. Trong thời gian này, thương mại đường dài hưng thịnh, số lượng đô thị tăng vọt, mức sống của người dân tăng và dân số tăng. Nó thường được cho là thời kỳ cai trị bởi triều đại Tây Chu, Tây Hán, Đông Hán, Đường, Minh, và Thanh. Trong giai đoạn này, Trung quốc duy trì sự thống trị nền văn minh trong khu vực do sức manh chính trị, kinh tế, quân đội, và văn hóa.
Thời kì hòa bình đầu tiên ở phương Đông là của triều Hán trùng hợp với thời kì hòa bình của đế quốc La Mã tại phương Tây. Nó khuyến khích các hoạt động du lịch và thương mại đường dài trong lịch sử lục địa Á-Âu. Cả hai thời kì hòa bình đều kết thúc vào khoảng năm 200 của Công Nguyên.
Triều Tùy (581-618) thành lập thời kì hòa bình thứ 2 năm 589, được tiếp tục bởi triều Đường (618-907). Đây được coi là giai đoạn vàng son của Trung Quốc. Nền kinh tế, thương mại, văn hóa và khoa học rất hưng thịnh và đạt đến tầm cao mới. Trong đầu giai đoạn đầu của triều Đường, nhất là trong thời Đường Thái Tông triều đại Trung Quốc đã khuất phục được các nước du mục chung quanh. Điều này bảo đảm sự an toàn và bình an ở nhiều tuyến đường thương mại. Thời kì hòa bình đã đưa ra một thời đại mới cho trao đổi thông qua con Đường tơ Lụa. Nền văn minh Trung quốc đã trở nên cởi mở và quốc tế hóa cho tất cả mọi người từ gần tới xa. Nhiều người từ các nơi khác nhau và giáo phái đi đến thủ đô Trường An. Bao gồm giáo sĩ, thương gia, và phái viên từ Ấn Độ, Ba Tư, Saudi, Syria, Triều Tiên, và Nhật Bản.
Một sự hồi sinh của hạn này đã xảy ra trong những năm gần đây do sự nổi lên của Trung Quốc thay đổi địa chính trị cảnh quan ở châu Á. Viễn cảnh này mở ra một thời kì hòa bình mới ở Trung Á có thể giúp duy trì sự ổn định trong khu vực.

## Liên quan
- Lịch sử Trung Quốc
- Chủ nghĩa dĩ Hoa vi trung
- Thế kỷ Trung Quốc

## Tiếp tục đọc sách
- KIM, S. S của Trung quốc thái Bình dương Mật dung Hòa không thể hòa giải Tạp chí Quốc tế, 1994.
- Kueh Y. Y. (2012). Pax Thiết: địa chính Trị và kinh Tế của Trung quốc Dựa
- TERMINSKI, Bogumil, (2010), Sự Tiến hóa của các Khái niệm của hòa Bình Vĩnh viễn trong lịch Sử của chính Trị hợp Pháp Nghĩ Perspectivas Internacionales. 10: 277-291.
- YEOH, Chúng Kheng, (2009), Đối với Khách Thiết của?: Trung quốc đang vượt lên và chuyển đổi : tác động và ý nghĩa của trường Đại học Malaya.
- TRƯƠNG, Yongjin, (Năm 2001), Hệ thống chế và nhà nước Trung quốc quan hệ quốc tế, Xét của Nghiên cứu Quốc tế. 27: 43-63.